# انتخابات الرئاسة القرغيزستانية 2000
انتخابات الرئاسة القيرغيزستانية 2000 هي الانتخابات الرئاسية التي جرت في 2000، فاز بالانتخابات عسكر آكاييف.